# Стааль Герман Фердинандович
Ге́рман Фердина́ндович Стааль (4 жовтня 1870, Херсон — р. см. невід.) — генерал-хорунжий армії УНР.

## Життєпис
Народився у Херсоні. Закінчив місцеве реальне училище, Київське піхотне юнкерське училище (1891), Технологічний інститут, Миколаївську академію Генерального штабу.

### На службі в російській армії
Після п'яти років служби у 54-му піхотному полку навчався в інституті й академії. Відбув на Далекий Схід, де старшим ад'ютантом польового управління Маньчжурської армії брав участь у російсько-японській війні 1904—05. Згодом виконував обов'язки начальника канцелярії Маньчжурської армії, командира піхотного батальйону 59-го піхотного Люблінського полку. У роки Першої світової війни — на фронті. У лютому 1915 — на початку 1916 керує 60-м піхотним Замосцьким полком.

### На службі Україні
У 1917 зголосився до Армії УНР. За Гетьманату — помічник начальника 11-ї піхотної дивізії (Полтава) генерала М.Омеляновича-Павленка.
В листопаді 1919 у складі Збройних Сил Півдня Росії. Потрапив у полон до більшовиків, служив у РСЧА. Викладав у військових школах. Останню згадку в джерелах датовано 1923 р. Подальша доля невідома.